# Елховое Озеро (Ульяновская область)
Елховое Озеро — село, административный центр Елховоозерского сельского поселения Цильнинского района Ульяновской области.

## География
Находится в долине реки Свияга на расстоянии примерно 22 километров на северо-восток по прямой от районного центра села Большое Нагаткино.

## История
Основано в 1649 году татарами. В конце XVII века поселились также и чуваши.   
В 1913 году в селе было 686 дворов и 3919 жителей, чувашей и татар. В том же 1913 году чуваши переселились во вновь основанное село Кундюковку.   
В советское время в селе работал Ордена «Знак Почёта» колхоз Волга.   
В 1990-е годы работал СПК «Волга».  

## Население
Население составляло 916 человек в 2002 году (татары 88%), 745 по переписи 2010 года.

## Религия
Мечети
- Мечеть «Асафия»

## Известные уроженцы
- Фаизов, Салихзян Халимович — Герой Социалистического Труда, родился в селе Елховое Озеро.
- Ренат Магсумович Харис — поэт, лауреат Государственной премии Российской Федерации (2005 год), лауреат Государственной премии Республики Татарстан
- Каримов Шавкат Валеевич – тракторист-машинист ордена «Знак Почёта» сельскохозяйственного производственного кооператива «Волга» Цильнинского района с 1976 года. С 2007 - Почётный гражданин Ульяновской области»[5].
- Гайниев Наиль Зарифович – председатель ордена «Знак Почёта» сельскохозяйственного производственного кооператива «Волга» Цильнинского района. С 2004 - Почётный гражданин Ульяновской области»[5].
- Мухитов, Назим Гарифуллович — советский биатлонист, чемпион мира 1971 года в эстафете, заслуженный мастер спорта (1990), Заслуженный тренер России[6].
- Арсланов, Халил Абдухалимович — российский военачальник.